# Blackbird (Dutilleux)
Pour les articles homonymes, voir Blackbird.
Blackbird est une œuvre pour piano d'Henri Dutilleux composée en 1950.

## Présentation
Blackbird (« merle ») est une courte pièce pour piano d'Henri Dutilleux composée en 1950,.  
La partition est initialement publiée par Pierre Noël en 1951 au sein d'une collection pour jeunes pianistes, « Les Contemporains » (2e recueil),. La pièce est rééditée isolément chez Billaudot en 1998.  
Guy Sacre relève que c'est un « petit portrait d'oiseau-prophète, à jouer vif, clair et précis, depuis son appel incisif dans le suraigu jusqu'à ces petits dessins de notes répétées chromatiques, en surplace au milieu du clavier ».  
Pour le musicologue Pierre Gervasoni, l'œuvre « marque le retour du compositeur à la miniature pédagogique d'une manière plus « consentie » qu'avec les pièces du recueil Au gré des ondes, mais elle se présente surtout comme un écho à la Sonate, achevée deux ans auparavant, en particulier à son Finale dont le martèlement et la fantaisie se développent ici sous un jour ornithologique ».    
La durée moyenne d'exécution de Blackbird est d'une minute trente environ.    
Dans le catalogue des œuvres d'Henri Dutilleux établi par Pierre Gervasoni, la pièce porte le numéro PG 41.    

## Discographie
- Henri Dutilleux: Complete Solo Piano Music, John Chen (piano), Naxos 8.557823, 2007.
- Henri Dutilleux: The Centenary Edition, CD 6, Anne Queffélec (piano), Erato 0825646047987, 2015[4].
- Dutilleux: Complete Music for Piano Solo, Vittoria Quartararo (piano), Piano Classics PCL10167, 2021.